# 확대
확대(Blow-Up)는 한국에서 제작된 조현열 감독의 2010년 영화이다. 홍서백 등이 주연으로 출연하였다.

## 출연

### 주연
- 홍서백
- 유보라
- 류훈
- 박성하
- 한별

## 제작진
- 프로듀서: 백정현
- 조감독: 이재연
- 믹싱: 조현준
- 미술: 김정수
- CG: 김정수
- 분장: 장윤정